# Leucania
Leucania es un género de polillas de la familia Noctuidae.

## Especies
- Leucania abdominalis (Walker, 1856)
- Leucania acrapex (Hampson, 1905)
- Leucania adjuta (Grote, 1874)
- Leucania aedesiusi (Rougeot & Laporte, 1983)
- Leucania agnata (Draudt, 1950)
- Leucania albifasciata (Hampson, 1905)
- Leucania albimacula (Gaede, 1916)
- Leucania albistigma Moore, 1881
- Leucania albistriga Maassen, 1890
- Leucania alboradiata (Hampson, 1905)
- Leucania alopa Meyrick, 1887
- Leucania amens Guenée, 1852
- Leucania anteroclara Smith, 1902
- Leucania apparata Wallengren, 1875
- Leucania arcupunctata Maassen, 1890
- Leucania argyrina (Laporte, 1984)
- Leucania atrifera (Hampson, 1905)
- Leucania atrimacula Hampson, 1902
- Leucania atrinota (Hampson, 1905)
- Leucania atrisignata (Hampson, 1918)
- Leucania atritorna (Hampson, 1911)
- Leucania badia Maassen, 1890
- Leucania basilinea Swinhoe, 1890
- Leucania baziyae Möschler, 1883
- Leucania biforis (Draudt, 1924)
- Leucania bilinea Maassen, 1890
- Leucania bilineata (Hampson, 1905)
- Leucania bisetulata (Berio, 1940)
- Leucania brantsii Snellen, 1872
- Leucania calidior (Forbes, 1936)
- Leucania canariensis Rebel, 1894
- Leucania carminata (Hampson, 1918)
- Leucania carnea (Draudt, 1924)
- Leucania carneotincta (Kenrick, 1917)
- Leucania celebensis (Tams, 1935)
- Leucania chejela (Schaus, 1921)
- Leucania chilensis Butler, 1882
- Leucania cholica (Dyar, 1919)
- Leucania cinereicollis Walker, 1858
- Leucania clara (Draudt, 1924)
- Leucania clarescens Möschler, 1890
- Leucania clavifera (Hampson, 1907)
- Leucania comma (Linnaeus, 1761)
- Leucania commoides Guenée, 1852
- Leucania confluens (Bethune-Baker, 1909)
- Leucania confundens Walker, 1858
- Leucania continentalis Berio, 1962
- Leucania cooperi (Schaus, 1923)
- Leucania corrugata Hampson, 1894
- Leucania cruegeri Butler, 1886
- Leucania cupreata (Hampson, 1905)
- Leucania curvilinea Hampson, 1891
- Leucania cyprium (Laporte, 1984)
- Leucania dasycnema (Turner, 1912)
- Leucania dia (Grote, 1879)
- Leucania diagramma Bethune-Baker, 1905
- Leucania diatrecta Butler, 1886
- Leucania diopis (Hampson, 1905)
- Leucania dorsalis Walker, 1856
- Leucania ebriosa Guenée, 1852
- Leucania erecta Hreblay, 1999
- Leucania exclamans Berio, 1973
- Leucania extincta Guenée, 1852
- Leucania eyre (Schaus, 1938)
- Leucania ezrami (Schaus, 1938)
- Leucania fagani (Schaus, 1938)
- Leucania falklandica Butler, 1893
- Leucania farcta (Grote, 1881)
- Leucania fasilidasi (Laporte, 1984)
- Leucania februalis (Hill, 1924)
- Leucania ficta Walker, 1866
- Leucania fissifascia (Hampson, 1907)
- Leucania fiyu Hreblay & Yoshimatsu, 1998
- Leucania fortunata (Pinker, 1961)
- Leucania fragilis (Butler, 1883)
- Leucania guascana (Schaus, 1938)
- Leucania hamata Wallengren, 1856
- Leucania hartii Howes, 1914
- Leucania haywardi (Köhler, 1947)
- Leucania herrichii Herrich-Schäffer, [1849]
- Leucania hildrani (Schaus, 1938)
- Leucania homoeoptera (Hampson, 1918)
- Leucania humidicola Guenée, 1852
- Leucania hypocapna (Joannis, 1932)
- Leucania imperfecta Smith, 1894
- Leucania impuncta Guenée, 1852
- Leucania inangulata (Gaede, 1934)
- Leucania incognita (Barnes & McDunnough, 1918)
- Leucania incompleta (Berio, 1970)
- Leucania inconspicua Herrich-Schäffer, 1868
- Leucania ineana Snellen, 1880
- Leucania ineata Snellen, 1880
- Leucania inermis (Forbes, 1936)
- Leucania infatuans Franclemont, 1972
- Leucania innotata Howes, 1908
- Leucania inouei Sugi, 1965
- Leucania insecuta Walker, 1865
- Leucania insueta Guenée, 1852
- Leucania insulicola Guenée, 1852
- Leucania interciliata Hampson, 1902
- Leucania internata Möschler, 1883
- Leucania irregularis (Walker, 1857)
- Leucania jaliscana Schaus, 1898
- Leucania joannisi Boursin & Rungs, 1952
- Leucania kathmandica Hreblay, Legrain & Yoshimatsu, 1996
- Leucania kirschi Maassen, 1890
- Leucania lacteola Christoph, 1893
- Leucania lacticinia (Dognin, 1914)
- Leucania lapidaria (Grote, 1876)
- Leucania latericia Holloway, 1979
- Leucania latiuscula Herrich-Schäffer, 1868
- Leucania leucogramma (Hampson, 1905)
- Leucania leucophlebia (Hampson, 1918)
- Leucania leucospila (Hampson, 1918)
- Leucania leucosta Lower, 1901
- Leucania leucostigma Snellen, 1877
- Leucania lewinii Butler, 1886
- Leucania lilloana (Köhler, 1947)
- Leucania lilloana (Köhler, 1947)
- Leucania linda Franclemont, 1952
- Leucania linearis Lucas, 1892
- Leucania lineolatoides Poole, 1989
- Leucania linita Guenée, 1852
- Leucania lobrega Adams, 2001
- Leucania longipennis (Hampson, 1905)
- Leucania loreyi (Duponchel, 1827)
- Leucania loreyimima Rungs, 1953
- Leucania lucentia Maassen, 1890
- Leucania macellaria (Draudt, 1924)
- Leucania macoya (Schaus, 1921)
- Leucania mediolacteata (Berio, 1941)
- Leucania megaproctis (Hampson, 1905)
- Leucania melanostrota (Hampson, 1905)
- Leucania melianoides Möschler, 1889
- Leucania metasarca (Hampson, 1907)
- Leucania miasticta (Hampson, 1918)
- Leucania microgonia (Hampson, 1905)
- Leucania micropis (Hampson, 1905)
- Leucania microsticha (Hampson, 1905)
- Leucania misteca Schaus, 1898
- Leucania mocoides Dognin, 1897
- Leucania multilinea Walker, 1856
- Leucania multipunctata Druce, 1889
- Leucania murcida (Wallengren, 1875)
- Leucania musakensis Laporte, 1977
- Leucania nabalua Holloway, 1976
- Leucania nebulosa Hampson, 1902
- Leucania negrottoi (Berio, 1940)
- Leucania nigrispara Hampson, 1902
- Leucania nigristriga Hreblay, Legrain & Yoshimatsu, 1998
- Leucania noacki (Boursin, 1967)
- Leucania oaxacana Schaus, 1898
- Leucania obsoleta (Hübner, [1803])
- Leucania obumbrata T.P. Lucas, 1894
- Leucania opalisans (Draudt, 1924)
- Leucania oregona Smith, 1902
- Leucania pachyscia Meyrick, 1907
- Leucania palaestinae (Staudinger, 1897)
- Leucania paraxysta Meyrick, 1929
- Leucania patrizii (Berio, 1935)
- Leucania pectinata (Hampson, 1905)
- Leucania percussa Butler, 1880
- Leucania persecta (Hampson, 1905)
- Leucania perstriata (Hampson, 1909)
- Leucania perstrigata (Dyar, 1910)
- Leucania petra Hreblay & Yoshimatsu, 1999
- Leucania phaea Hampson, 1902
- Leucania phaeochroa (Hampson, 1905)
- Leucania phaeoneura Hampson, 1913
- Leucania phragmitidicola Guenée, 1852 (Leucania phragmatidicola Guenée, 1852, error ortográfico)
- Leucania pilipalpis (Grote, 1876)
- Leucania polemusa Swinhoe, 1885
- Leucania polyrabda (Hampson, 1905)
- Leucania polysticha Turner, 1902
- Leucania polystrota (Hampson, 1905)
- Leucania porphyrodes (Turner, 1911)
- Leucania praetexta Townsend, 1956
- Leucania pseudargyria Guenée, 1852
- Leucania pseudoyu (Rothschild, 1915)
- Leucania ptyonophora (Hampson, 1905)
- Leucania punctosa (Treitschke, 1825)
- Leucania punctulata Wallengren, 1856
- Leucania putrescens (Hübner, [1824])
- Leucania pyrastis (Hampson, 1905)
- Leucania quadricuspidata Wallengren, 1856
- Leucania respersa Berio, 1974
- Leucania reticulata Berio, 1962
- Leucania rhabdophora Hampson, 1902
- Leucania rhodopsara (Turner, 1911)
- Leucania rhodoptera (Hampson, 1905)
- Leucania rivorum Guenée, 1852
- Leucania rosea Möschler, 1880
- Leucania roseilinea Walker, 1862
- Leucania roseilineoides Poole, 1989
- Leucania roseivena (Draudt, 1924)
- Leucania rosengreeni Rebel, 1907
- Leucania roseorufa (Joannis, 1928)
- Leucania rosescens (Hampson, 1910)
- Leucania rubra (Hampson, 1905)
- Leucania rubrescens (Hampson, 1905)
- Leucania rufescenoides Poole, 1989
- Leucania rufidefinita (Hampson, 1918)
- Leucania sanguinis Berio, 1962
- Leucania sarca Hampson, 1902
- Leucania sarcistis (Hampson, 1905)
- Leucania sarcophaea (Hampson, 1905)
- Leucania sarcostriga (Hampson, 1905)
- Leucania scirpicola Guenée, 1852
- Leucania secta Herrich-Schäffer, 1868
- Leucania semiusta Hampson, 1891
- Leucania senescens Möschler, 1890
- Leucania separata (Walker, 1865) ver Mythimna separata
- Leucania sericea (Warren, 1915)
- Leucania seteci (Dyar, 1914)
- Leucania simillima Walker, 1862
- Leucania socorrensis (Dognin, 1911)
- Leucania steniptera (Hampson, 1905)
- Leucania stenographa Lower, 1900
- Leucania stolata Smith, 1894
- Leucania striata Leech, 1900
- Leucania strigata Maassen, 1890
- Leucania striguscula (Dyar, 1913)
- Leucania subacrapex (Berio, 1970)
- Leucania subdecora (Wileman, 1912)
- Leucania subpunctata (Harvey, 1875)
- Leucania subrubrescens (Warren, 1915)
- Leucania subspurcata Walker, 1866
- Leucania suffusoides Poole, 1989
- Leucania tacuna Felder & Rogenhofer, 1874
- Leucania temenaula Meyrick, 1907
- Leucania tenebra (Hampson, 1905)
- Leucania tritonia (Hampson, 1905)
- Leucania uda Guenée, 1852
- Leucania uniformis Moore, 1881
- Leucania ursula (Forbes, 1936)
- Leucania ustata (Hampson, 1907)
- Leucania vana (Swinhoe, 1885)
- Leucania velva (Schaus, 1921)
- Leucania venalba Moore, 1867
- Leucania vibicosa (Turner, 1920)
- Leucania vyndhiae Hreblay & Legrain, 1999
- Leucania yu Guenée, 1852
- Leucania yunnana Chen, 1999
- Leucania zeae (Duponchel, 1827)